# Ізяславичі Полоцькі

Ізяславичі Полоцькі, також Рогволодовичі (від літописного «Рогволожи внуци») — княжий рід з династії Рюриковичів. Походив від полоцького князя Ізяслава Володимировича, сина великого князя київського Володимира Великого і Рогніди.
Головним осередком роду була Полоцька земля з центром у місті Полоцьку, на території сучасної Білорусі.
Відомостей про Ізяславичів дуже мало, а їх генеалогія не ясна. Полоцьке літописання не збереглося, а дані літописців інших земель Київської Русі переважно викривленні, через вороже ставлення авторів до полочан. Різноманітна інтерпретація житій полоцьких княгинь ускладнює з'ясування родинних зв'язків Ізяславичів.
У зарубіжній історіографії існує думка про те, що на Русі було дві скандинавські династії — Рюриковичі і Рогволодовичі. 
Датський вчений А. Стендер-Петерсен вважав, що на Русі утворилося дві скандинаво-слов'янські держави — Новгородсько-Київська і Полоцька. Дане положення автор підкріплював свідченням Повісті временних літ про князювання в Полоцьку Рогволода і скандинавським походженням його імені. Американо-український історик О. Пріцак зазначав, що Полоцька династія була єдиною з давніх скандинавських династій, яка зуміла вціліти у боротьбі з Рюриковичами.

## Родовід
- Ізяслав Володимирович (981—1001) — князь Полоцький, син Володимира Великого і Рогнеди Полоцької, внук Рогволда і Святослава Хороброго.
  - Всеслав Ізяславич (? — 1003) — князь Полоцький (1001—1003)
  - Брячислав Ізяславич (? — 1044) — князь Полоцький (1003—1044)
    - Всеслав Брячиславич (? — 1101) — князь Полоцький (1044—1067, 1070—1101), Великий князь Київський (1068—1069). Після смерті його сини розділили Полоцьке князівство між собою
      - Давид Всеславич (1047(1057) — після 1130) — князь Полоцький (1101—1127, 1128—1129)
        - Брячислав Давидович (? — 1129(1130)) — князь Логойський та Ізяславський (1116—1127(?))

      - Борис (Рогволод) Всеславич (1057(?) — 1128) — князь Друцький (1101—1127), Полоцький (1127—1128), за іншими даними князь полоцький у 1101—1128 рр.
        - Рогволод-Василь Рогволодович (? — 1171) — князь Друцький (1127—1171), Полоцький (1144—1151, 1168—1162)
          - Гліб Рогволдович (? — 1186) — князь Друцький (1171—1186(?))
          - Всеслав Рогволдович (? — 1186) — князь Друцький(?) (1186 — ?)
            - Борис Всеславич (? — 1222) — князь Друцький
              - Вячко Борисович (1175—1224) — князь Кокнесе (1203—1208), князь Юрєвський (1223—1224)
              - Всеволод Борисович (бл. 1180—1225) — князь Герсіке (1203—1215)
              - Роман Борисович (? — після 1216) — князь Полоцький(?)
              - Василько Борисович (?) (поч. XIII ст.)
              - Володимир Борисович (? — після 1218) — князь Полоцький(?)

            - Гліб Всеславич (? — після 1221)

        - Іван Рогволодович (? — 1130)
        - Звенислава Рогволодівна (1127 (?) — 1173) — була з братами заслана до Візантії, де стала черницею під іменем Євпраксія.

      - Гліб Всеславич (? — 1117) — князь Мінський (1101—1117).
        - Ростислав Глібович (? — 1162) — князь Мінський (1144—1151, 1158 — після 1162) та Полоцький (1151—1158)
          - Гліб Ростиславич (? — 1159) — князь Друцький(?) (1151—1158(?))

        - Володар Глібович (? — 1167) — князь Мінський (1151—1158, після 1162 — після 1167), Городецький (1158 — після 1162) і Полоцький (1167).
          - Володимир Володаревич (? — після 1186) — князь Мінський (1167—1186(?))
          - Василько Володаревич (? — після 1186) — князь Логойський (?)
          - Софія Володарівна (бл. 1141 — 5 травня 1198) — з 1157 року данська королева, дружина короля Вальдемара І Великого.

        - Всеволод Глібович (? — 1159)
        - Ізяслав Глібович (? — 14 травня 1134) — помер у 1134 році у вигнанні, як ізгой.

      - Роман Всеславич (? — 1129(1130)) — князь Друцький(?) чи Ізяславський(?)[5]
      - Святослав Всеславич (? — 1129(1130)) — князь Вітебський (1101—1129)
        - Василько Святославич (? — 1144) — князь Полоцький (1132—1144(?)).
          - Всеслав Василькович (? — бл. 1186) — князь Вітебський (1132—1162, до 1175—1186), Полоцький (1162—1175, 1178 — після 1180).
            - Володимир Всеславич (? — 1216) — князь Полоцький (1186—1216), відомий з «Лівонської хроніки» як полоцький король Вальдемар.
            - N Всеславна — дружина суздальського князя Ярополка Юрійовича.

          - Брячислав Василькович (? — після 1186) — князь ізяславський (1159—1160) та вітебський (1168—1175, 1178 — після 1181).
            - Василько Брячиславич (? — 1221) — князь Вітебський (поч. XIII ст.), одружений з дочкою Смоленського князя Давида Ростиславича.
              - Брячислав Василькович (? — після 1239) — князь Вітебський(?) (1221—1239), Полоцький (1239 — ?)
                - N (Ізяслав?) Брячиславич — князь Вітебський (бл. 1264)
                  - Ізяслав Ізяславич (?) (7 — 1265) — князь Вітебський.

                - Олександра (Параскевія) Брячеславна — дружина Олександра Невського.
                - N Брячиславна — дружина Товтивіла (? — 1263), князя Полоцького (1254—1264).
                - Костянтин Безрукий (2-а пол. XIII ст.) — князь Полоцький (1250-і рр.), Вітебський (1260-і рр.)
                  - Михайло Костянтинович (? — до 1307) — князь Вітебський (1270-і рр.)

                - Василько Брячиславич(?) (? — 1297) — князь Вітебський (? — 1297)
                  - Ярослав Васильович (? — 1320) — князь Вітебський (1297—1320). Останній Вітебський князь з династії Рюриковичів. Після його смерті князівство успадкувала дочка Марія, яка була дружиною Ольгерда.
                    - Марія Ярославна (Марія Вітебська) — перша дружина Великого князя литовського Ольгерда Гедиміновича, мати його старших дітей.

              - Любава Васильківна (бл. 1190 — після 1209) — з 1209 року друга дружина Всеволода Юрійовича «Велике Гніздо», великого князя Володимирського.

            - Всеслав Брячиславич (? — після 1180)

          - (?) Ізяслав Василькович (? — до 1185) — князь Городецький
          - Марія Васильківна — дружина князь Київського Святослава Всеволодовича.
          - Володар Василькович — князь Ізяславський (1159—1160), можливо князь Лукомський.
            - Микула Володаревич (? — до 1180) — за іншими даними син Гліба Всеславича[6].
              - Всеслав Микулич (кін. XII ст.) — князь Логойський (1180 — ?)
              - Ізяслав Микулич (кін. XII ст.) — можливо князь Борисівський.

            - Андрій Володаревич (? — після 1180)

          - Всеволод Василькович — згаданий у «Слові о полку Ігоревім».

        - Вячко Святославич (? — 1167) — князь Усвятський, Вітебський (1162 — після 1167).
        - Предслава-Єфросинія Святославна (бл. 1103—1173) — настоятелька жіночого Спаського монастиря в Полоцьку, православна свята.
        - Градислава (Євдокія) Святославна — черниця Спаського монастиря в Полоцьку.
        - В'ячеслав Святославич — згаданий у «Житії Єфросинії Полоцької»
          - Кірінія В'ячеславна — черниця Спаського монастиря в Полоцьку.
          - Ольга В'ячеславна — черниця Спаського монастиря в Полоцьку.

        - Давид Святославич — відомий за «Житієм Єфросинії» як паломник в Палестину.

      - Ростислав Всеславич (1070 (?) — 1130) — князь Лукомський(?) (1101—1129). За однією з версій є предком усіх Литовських князів.
        - Вячеслав Ростиславич(?)
          - Роман Вячеславич (? — після 1165) — князь Вітебський (? — після 1165)

        - Предслава Ростиславна (1130 (?) — 1173)
        - Гордислава Ростиславна (1130 (?) — 1173)